# Прийович, Владимир
Влади́мир При́йович (серб. Владимир Приjoвић; 26 июня 2002, Прибой) — сербский футболист, защитник клуба «Спартак».

## Биография
Владимир Прийович является воспитанником столичного клуба «Црвена звезда». Сезон 2019/20 футболист провёл в аренде в клубе «Графичар». В августе 2020 года перешёл в датский «Ольборг», с которым подписал контракт на четыре года. Начинал играть за молодёжную команду, а в сезоне 2021/22 сыграл два матча в основе в чемпионате Дании.
После чего летом 2022 года вернулся в Сербию, где провёл следующий сезон в клубе Первой лиги «Напредак». А в августе 2023 года как свободный агент присоединился к клубу высшего дивизиона «Спартак» (Суботица), с которым подписал трёхлетний контракт.